# Leonel Durán (escultor)
Leonel Durán (San Cristóbal, Venezuela, 1949) es un escultor, grabador y vitralista venezolano.

## Biografía
Leonel Durán, nace en San Cristóbal en 1949 y allí inicia sus estudios en la Escuela de Artes Plásticas de San Cristóbal que luego continuaría en Caracas en la escuela "Cristóbal Rojas".

Simón Bolívar por Leonel Durán, óleo sobre tela 96 x 65 cm

Con 29 años de edad, se traslada a París en 1978 para ampliar sus conocimientos en el área de vitralismo,bajo la tutela del maestro Gabriel Bracho y forma parte del vitral que este realiza para el ministerio de la defensa en Caracas. Comprometido con su crecimiento como artista, regresa a Europa por 1979 y viaja por diversos países como: Bulgaria, Francia, España y Holanda para estudiar a fondo su arte.
Sus obras vitralistas están esparcidas por toda Venezuela y en La Habana - Cuba, al igual que en Caracas, Barquisimeto (Vitral La Patria se Viste de Justicia, La Mezquita y en la Avenida Simón Bolívar. Sus obras pictóricas incluyen el retrato de Simón Bolívar que ilustra esta nota.
Ha difundido el arte venezolano en el extranjero, ejercido como docente con gran dedicación durante más de 35 años y estas y otras razones, hicieron que ocupara durante muchos años el cargo de presidente de la asociación venezolana de artistas plásticos.
Actualmente reside en Caracas.